# @@@@@
"@@@@@" é uma mixtape de 62 minutos lançada como single pela artista venezuelana Arca. O single estreou na Rádio NTS em 19 de fevereiro de 2020. Foi lançado oficialmente em 21 de fevereiro de 2020 pela gravadora XL Recordings.

## Antecedentes, lançamento e recepção
| Críticas profissionais | Críticas profissionais |
| Avaliações da crítica  | Avaliações da crítica  |
| Fonte                  | Avaliação              |
| ---------------------- | ---------------------- |
| Pitchfork              | 8.1/10                 |

Em 18 de fevereiro de 2020, Arca anunciou que estrearia novas músicas, além de postar um vídeo enigmático em suas redes sociais. O mix estreou na Rádio NTS. Logo após, um vídeo dirigido por Frederik Heyman, com a mesma duração da mixtape, foi lançado no canal da artista no YouTube. As datas da turnê também foram anunciadas no mesmo dia. Apesar da mixtape ter sido lançada como uma única canção, uma lista de faixas também foi divulgada. O álbum foi masterizado por Enyang Urbiks, em Berlim.

## Faixas
Todas as faixas foram escritas e produzidas por Alejandra Ghersi. 
| N.º            | Título          | Duração |  |
| 1.             | "Diva"          | 1:01    |  |
| 2.             | "Construct"     | 1:46    |  |
| 3.             | "Turner"        | 3:01    |  |
| 4.             | "Devastation"   | 2:08    |  |
| 5.             | "Survivors"     | 1:19    |  |
| 6.             | "Recursion"     | 2:33    |  |
| 7.             | "Monstrua"      | 1:13    |  |
| 8.             | "Bebé"          | 0:25    |  |
| 9.             | "Amputee"       | 0:09    |  |
| 10.            | "Chipilina"     | 2:49    |  |
| 11.            | "In the Face"   | 0:38    |  |
| 12.            | "Predator"      | 2:42    |  |
| 13.            | "Pacifier"      | 3:00    |  |
| 14.            | "Psychosexual"  | 1:02    |  |
| 15.            | "Mujere"        | 2:13    |  |
| 16.            | "Cypher"        | 2:31    |  |
| 17.            | "Murciélaga"    | 4:00    |  |
| 18.            | "Phantasy"      | 1:29    |  |
| 19.            | "No Lo Digas"   | 2:48    |  |
| 20.            | "Amantes"       | 2:42    |  |
| 21.            | "Membrane"      | 2:45    |  |
| 22.            | "Apuro"         | 4:09    |  |
| 23.            | "Saintly Pride" | 3:26    |  |
| 24.            | "Avasallada"    | 1:41    |  |
| 25.            | "Dysphoria"     | 1:06    |  |
| 26.            | "Gaita"         | 2:09    |  |
| 27.            | "Form"          | 3:42    |  |
| 28.            | "Travesti"      | 1:20    |  |
| 29.            | "Heaventsent"   | 2:30    |  |
| 30.            | "X"             | 0:03    |  |
| Duração total: | Duração total:  | 62:20   |  |